# Rezolucja Rady Bezpieczeństwa ONZ nr 297
Rezolucja Rady Bezpieczeństwa ONZ nr 297 została przyjęta jednomyślnie 15 września 1971 r.
Po przeanalizowaniu wniosku Kataru o członkostwo w Organizacji Narodów Zjednoczonych, Rada zaleciła Zgromadzeniu Ogólnemu przyjęcie tego państwa do swojego grona.

## Źródło
- UNSCR - Resolution 297